# Natação no Campeonato Mundial de Esportes Aquáticos de 2023 - 50 m costas feminino
A disputa na modalidade 50 metros costas feminino de Natação no Campeonato Mundial de Esportes Aquáticos de 2023 fora realizada nos dias 26 e 27 de julho de 2023 na Marine Messe Fukuoka em Fukuoka, no Japão. Ao todo, 64 nadadoras de 56 Comitês Olímpicos Nacionais estavam previstas para participarem do evento.

## Formato da competição
A competição consiste em três rodadas: eliminatórias, semifinais e final. Os nadadores com os 16 melhores tempos nas baterias preliminares avançam as semifinais. Já os nadadores com os 8 melhores tempos nas semifinais avançam a final. Desempates (swim-offs) são utilizados conforme necessário para quebrar os empates de avanço a próxima rodada.

## Calendário
Todos os horários estão na Hora legal japonesa (UTC+9).
| Data                | Horário | Fase          |
| ------------------- | ------- | ------------- |
| 26 de julho de 2023 | 10:32   | Eliminatórias |
| 26 de julho de 2023 | 20:36   | Semifinais    |
| 27 de julho de 2023 | 20:36   | Final         |

## Recordes
Antes desta competição, os recordes mundiais e do campeonato nesta prova eram os seguintes:
| Tipo                  | Atleta    | Tempo  | Local   | Data                 |
| --------------------- | --------- | ------ | ------- | -------------------- |
|                       | Liu Xiang | 26s 98 | Jacarta | 21 de agosto de 2018 |
| Recorde do campeonato | Zhao Jing | 27s 06 | Roma    | 30 de julho de 2009  |

## Medalhistas
| Ouro                       | Prata                        | Bronze                    |
| Kaylee McKeown · Austrália | Regan Smith · Estados Unidos | Lauren Cox · Grã-Bretanha |

## Resultados

### Eliminatórias
As eliminatórias foram realizadas no dia 26 de julho com início às 10:32.
| Pos. | Bateria | Raia | Nadadora                | CON                    | Tempo | Notas |
| ---- | ------- | ---- | ----------------------- | ---------------------- | ----- | ----- |
| 1    | 6       | 4    | Regan Smith             | Estados Unidos         | 27.31 | Q     |
| 2    | 5       | 4    | Kylie Masse             | Canadá                 | 27.48 | Q     |
| 3    | 7       | 4    | Katharine Berkoff       | Estados Unidos         | 27.56 | Q     |
| 4    | 6       | 5    | Kaylee McKeown          | Austrália              | 27.60 | Q     |
| 5    | 7       | 2    | Mary-Ambre Moluh        | França                 | 27.69 | Q     |
| 6    | 5       | 5    | Ingrid Wilm             | Canadá                 | 27.75 | Q     |
| =7   | 7       | 1    | Miki Takahashi          | Japão                  | 27.84 | Q     |
| =7   | 6       | 3    | Wan Letian              | China                  | 27.84 | Q     |
| 9    | 6       | 6    | Wang Xueer              | China                  | 27.89 | Q     |
| 10   | 5       | 3    | Maaike de Waard         | Países Baixos          | 27.91 | Q     |
| 11   | 7       | 6    | Lauren Cox              | Reino Unido            | 27.98 | Q     |
| 12   | 7       | 5    | Analia Pigrée           | França                 | 28.01 | Q     |
| 13   | 5       | 1    | Danielle Hill           | Irlanda                | 28.03 | Q     |
| 14   | 6       | 2    | Simona Kubová           | Chéquia                | 28.14 | Q     |
| 15   | 6       | 7    | Theodora Drakou         | Grécia                 | 28.20 | Q     |
| 16   | 5       | 9    | Andrea Berrino          | Argentina              | 28.24 | Q     |
| 17   | 5       | 8    | Lora Komoróczy          | Hungria                | 28.29 |       |
| 18   | 7       | 7    | Adela Piskorska         | Polónia                | 28.35 |       |
| =19  | 5       | 0    | Lee Eun-ji              | Coreia do Sul          | 28.40 |       |
| =19  | 6       | 1    | Paulina Peda            | Polónia                | 28.40 |       |
| 21   | 5       | 6    | Kira Toussaint          | Países Baixos          | 28.41 |       |
| 22   | 6       | 0    | Louise Hansson          | Suécia                 | 28.42 |       |
| 23   | 6       | 8    | Costanza Cocconcelli    | Itália                 | 28.51 |       |
| 24   | 7       | 9    | Carmen Weiler Sastre    | Espanha                | 28.59 |       |
| 25   | 7       | 0    | Margherita Panziera     | Itália                 | 28.61 |       |
| 26   | 4       | 4    | Ingeborg Løyning        | Noruega                | 28.62 |       |
| 27   | 6       | 9    | Stephanie Au            | Hong Kong              | 28.63 |       |
| 28   | 4       | 2    | Camila Rebelo           | Portugal               | 28.65 |       |
| 29   | 5       | 7    | Roos Vanotterdijk       | Bélgica                | 28.69 |       |
| 30   | 7       | 8    | Julie Kepp Jensen       | Dinamarca              | 28.77 |       |
| 31   | 4       | 7    | Emma Harvey             | Bermudas               | 28.79 |       |
| 32   | 4       | 6    | Tayde Sansores          | México                 | 28.91 |       |
| 33   | 4       | 5    | Nina Kost               | Suíça                  | 29.00 |       |
| 34   | 4       | 3    | Julia Góes              | Brasil                 | 29.09 |       |
| 35   | 4       | 0    | Xeniya Ignatova         | Cazaquistão            | 29.25 |       |
| 36   | 3       | 4    | Wu Yi-En                | Taipé Chinesa          | 29.28 |       |
| 37   | 4       | 8    | Milla Drakopoulos       | África do Sul          | 29.31 |       |
| 38   | 4       | 1    | Saovanee Boonamphai     | Tailândia              | 29.46 |       |
| 39   | 3       | 2    | Elisabeth Erlendsdóttir | Ilhas Feroé            | 29.94 |       |
| 40   | 4       | 9    | Abril Aunchayna         | Uruguai                | 30.04 |       |
| 41   | 3       | 5    | Alexia Sotomayor        | Peru                   | 30.12 |       |
| 42   | 2       | 9    | Mia Phiri               | Zâmbia                 | 30.17 |       |
| 43   | 3       | 6    | Donata Katai            | Zimbabwe               | 30.21 |       |
| 44   | 3       | 3    | Mia Blazhevska Eminova  | Macedônia do Norte     | 30.41 |       |
| 45   | 3       | 1    | Eda Zeqiri              | Kosovo                 | 30.96 |       |
| 46   | 3       | 7    | Marie Khoury            | Líbano                 | 31.14 |       |
| 47   | 1       | 6    | Gaurika Singh           | Nepal                  | 31.44 |       |
| 48   | 3       | 8    | Nubia Adjei             | Gana                   | 31.61 |       |
| 49   | 3       | 0    | Chanchakriya Kheum      | Camboja                | 31.90 |       |
| 50   | 2       | 4    | Denise Donelli          | Moçambique             | 32.39 |       |
| 51   | 2       | 8    | Idealy Tendrinavalona   | Madagáscar             | 32.48 |       |
| 52   | 2       | 7    | Cheang Weng Lam         | Macau                  | 32.48 |       |
| 53   | 3       | 9    | Ariuntamir Enkh-Amgalan | Mongólia               | 32.54 |       |
| 54   | 2       | 0    | Shoko Litulumar         | Marianas Setentrionais | 34.25 |       |
| 55   | 1       | 4    | Ria Save                | Tanzânia               | 34.71 |       |
| 56   | 2       | 1    | Kayla Hepler            | Ilhas Marshall         | 34.73 |       |
| 57   | 2       | 5    | Hamna Ahmed             | Maldivas               | 35.11 |       |
| 58   | 2       | 6    | Noelani Malia Day       | Tonga                  | 35.37 |       |
| 59   | 2       | 3    | Nafissath Radji         | Benim                  | 35.40 |       |
| 60   | 2       | 2    | Tayamika Chang'Anamuno  | Malawi                 | 36.03 |       |
| 61   | 1       | 3    | Rana Saadeldin          | Sudão                  | 36.32 |       |
|      | 1       | 5    | Ruth Turay              | Serra Leoa             | DNS   | DNS   |
|      | 5       | 2    | Anastasia Gorbenko      | Israel                 | DNS   | DNS   |
|      | 7       | 3    | Mollie O'Callaghan      | Austrália              | DNS   | DNS   |

Semifinais
As semifinais foram realizadas no dia 27 de julho com início às 20:32.
| Pos. | Bateria | Raia | Nadadora          | CON            | Tempo | Notas |
| ---- | ------- | ---- | ----------------- | -------------- | ----- | ----- |
| 1    | 2       | 4    | Regan Smith       | Estados Unidos | 27.10 | Q,    |
| 2    | 1       | 5    | Kaylee McKeown    | Austrália      | 27.26 | Q     |
| 3    | 2       | 7    | Lauren Cox        | Reino Unido    | 27.29 | Q     |
| 4    | 1       | 4    | Kylie Masse       | Canadá         | 27.49 | Q     |
| 4    | 2       | 5    | Katharine Berkoff | Estados Unidos | 27.49 | Q     |
| 6    | 1       | 7    | Analia Pigrée     | França         | 27.70 | Q     |
| 7    | 1       | 3    | Ingrid Wilm       | Canadá         | 27.71 | Q     |
| 8    | 2       | 2    | Wang Xueer        | China          | 27.74 |       |
| 8    | 2       | 6    | Wan Letian        | China          | 27.74 |       |
| 10   | 2       | 3    | Mary-Ambre Moluh  | França         | 27.82 |       |
| 11   | 2       | 8    | Theodora Drakou   | Grécia         | 27.87 |       |
| 12   | 1       | 2    | Maaike de Waard   | Países Baixos  | 28.03 |       |
| 13   | 2       | 1    | Danielle Hill     | Irlanda        | 28.10 |       |
| 14   | 1       | 6    | Miki Takahashi    | Japão          | 28.13 |       |
| 15   | 1       | 1    | Simona Kubová     | Chéquia        | 28.16 |       |
| 16   | 1       | 8    | Andrea Berrino    | Argentina      | 28.34 |       |

#### Swim-off
O swim-off de desempate foi realizado no dia 26 de Julho às 22:14.
| Pos. | Raia | Nadadora   | CON   | Tempo | Notas |
| ---- | ---- | ---------- | ----- | ----- | ----- |
| 1    | 4    | Wang Xueer | China | 27.78 | Q     |
| 2    | 5    | Wan Letian | China | 27.90 |       |

### Final
A final será realizada no dia 27 de julho às 20:36.
| Pos.              | Raia | Nadadora          | CON            | Tempo | Notas              |
| ----------------- | ---- | ----------------- | -------------- | ----- | ------------------ |
| Medalha de ouro   | 5    | Kaylee McKeown    | Austrália      | 27.08 | Recorde da Oceania |
| Medalha de prata  | 4    | Regan Smith       | Estados Unidos | 27.11 |                    |
| Medalha de bronze | 6    | Lauren Cox        | Reino Unido    | 27.20 |                    |
| 4                 | 3    | Kylie Masse       | Canadá         | 27.28 |                    |
| 5                 | 2    | Katharine Berkoff | Estados Unidos | 27.38 |                    |
| 6                 | 1    | Ingrid Wilm       | Canadá         | 27.41 |                    |
| 7                 | 8    | Wang Xueer        | China          | 27.99 |                    |
| 8                 | 7    | Analia Pigrée     | França         | 28.04 |                    |

Legenda
| Recorde mundial       | Recorde mundial (World record)               |                       | Recorde africano                      | Recorde africano (African) |                                           | Q | Classificado por posição (Qualified) |
| Recorde do campeonato | Recorde do campeonato (Championship record)  | Recorde da América    | Recorde da América (Americas)         | q                          | Classificado por melhor tempo (Qualified) |   |                                      |
| Melhor marca do ano   | Melhor marca do ano (World leading)          | Recorde asiático      | Recorde asiático (Asian)              | DNS                        | Não largou (Did not start)                |   |                                      |
| Recorde nacional      | Recorde nacional (National record)           | Recorde europeu       | Recorde europeu (European)            | DNF                        | Não terminou (Did not finish)             |   |                                      |
| Recorde pessoal       | Recorde pessoal do atleta (Personal best)    | Recorde da Oceania    | Recorde da Oceania (Oceania)          | DSQ / DQ                   | Desclassificado (Disqualified)            |   |                                      |
| Recorde da temporada  | Recorde da temporada do atleta (Season best) | Recorde sul-americano | Recorde sul-americano (South America) | NM                         | Sem marca (No mark)                       |   |                                      |